# Teiu
Teiu is een Roemeense gemeente in het district Argeș.
Teiu telt 1556 inwoners.